# 조선명탐정: 각시투구꽃의 비밀
《조선명탐정: 각시투구꽃의 비밀》은 2011년 개봉된 김석윤 감독, 김명민, 오달수, 한지민 주연의 영화이다. 이 영화 각본의 원작은 교수 겸 작가인 김탁환의 장편 역사추리소설 "백탑파 시리즈"의 두 번째 작품으로, 2005년에 출간된 장편 소설인 "열녀문의 비밀"이다.

## 줄거리
정조 16년, 공납 비리를 숨기려는 관료들의 음모를 짐작한 정조는 조선 제일의 명탐정(김명민 분)에게 사건의 배후를 찾으라는 밀명을 내린다.
수사 첫날부터 자객의 습격을 받은 명탐정은 개장수 서필(오달수 분)의 도움으로 위기를 모면하게 되고, 서필과 함께 사건의 결정적 단서인 각시투구꽃을 찾아 적성으로 향하게 된다. 그 곳에서 그들은 조선의 상단을 주름잡으며 사건의 열쇠를 쥐고 있는 한객주(한지민 분)를 만나게 된다.

## 캐스팅
- 김명민 : 명탐정(김민) 역
- 오달수 : 개장수(한서필) 역
- 한지민 : 한객주(김아영) 역
- 이재용 : 임 판서 역
- 우현 : 방씨 역
- 예수정 : 임좌수 부인 역
- 최무성 : 의금부도사 역
- 정인기 : 사또 역
- 진모 : 객주 장정 2 역
- 김태훈 : 임거선 역 (우정출연)
- 심남 : 노비 1 역 (우정출연)
- 김승태 : 노비 2 역 (우정출연)
- 백성기 : 노비 3 역 (우정출연)
- 남성진 : 정조 역 (특별출연)